# Bachhraon
Bachhraon es un municipio situada en el distrito de Amroha en el estado de Uttar Pradesh (India). Su población es de 31101 habitantes (2011). 

## Demografía
Según el  censo de 2011 la población de Bachhraon era de 31101 habitantes, de los cuales el 53% eran hombres y el 47% eran mujeres. Bachhraon tiene una tasa media de alfabetización del 46%, inferior a la media nacional del 67,68%: la alfabetización masculina es del 61%, y la alfabetización femenina del 31%.